# Tante Caroline
Pour les articles homonymes, voir Caroline.
 (juillet 2008).
Tante Caroline est un personnage créé par Caroline Lajoie-Jempson afin de motiver les jeunes à parler et à apprendre le français au Canada.

## Au sujet de l'auteur
Née en 1968 à Montréal (Québec), Caroline Lajoie-Jempson devient écrivaine, conteuse et marionnettiste à la suite de ses études en éducation à l'université du Québec à Trois-Rivières (B.Ed (1992), M.A. (2000)) et ses expériences de travail qui la conduisent du Québec aux Territoires-du-Nord-Ouest jusqu'à Almonte en Ontario en 1999. Depuis 2009, elle revient sur la Côte-Nord du Québec, la région où elle a grandi (1979 à 1990) et où elle habite avec sa famille.

## Tante Caroline
Depuis 2001, Caroline Lajoie-Jempson a produit quinze spectacles de contes différents, fait plus de 1550 présentations de ses contes dans les milieux scolaires, dans les festivals et musées. Le nom de Tante Caroline a été inspiré par son idole d'enfance Tante Lucille. Son personnage de drôle de tante voyage à bicyclette volante en compagnie de ses amis Noisette l'écureuil et Biscuit l'ours. Les enfants de deux à dix ans la connaissent pour son approche interactive avec les marionnettes qu'elle anime sous leurs yeux.
Sous l'égide de sa compagnie Éducaro, Lajoie-Jempson a lancé cinq disques (CD) de contes et comptines (Tante Caroline raconte l'été en 2003 et Contes d'hiver en 2007,2008, Tante Caroline raconte l'automne en 2008 et l'album Des ailes et des racines la même année), produit un film DVD de 42 min. intitulé L'envolée de Noisette/Noisette takes flight par l'entremise de Parents Partenaires en éducation qui a été distribué à plus de dix mille exemplaires en Ontario. En mars 2008, elle lance un vidéo-clip Le Rap de la francophonie pour faire la promotion du français et de sa tournée nationale « Des ailes et des racines avec Tante Caroline ». Elle travaille en collaboration avec des artistes tels qu'André Varin de Châkidor pour la musique du spectacle Des ailes et des racines et Charles Fairfield du studio N'Code à Ottawa, Ingrid Harris pour ses costumes et sa famille pour la conception des marionnettes et ses albums.
En 2009, elle gagne la mention du Meilleur Album Jeune Public au Gala des Prix Trille d'Or pour son album Tante Caroline raconte l'automne. À la suite de l'échec de sa tournée nationale intitulée Des ailes et des racines où elle ne recevra aucune subvention et l'endettement de sa compagnie, elle se retire et retourne sur la Côte-Nord du Québec pour enseigner au primaire.
Elle y enseigne la musique de la première à la sixième année à la Commission scolaire du Fer. En 2013, elle revient à sa formation initiale et enseigne dans une classe de 3e année en tant que titulaire chez les Innus à l'école Tshishteshinu de Maliotenam tout en poursuivant sa carrière d'artiste sur la Côte-Nord.
De 2009 à 2013, elle poursuit ses activités de Tante Caroline entre autres par le biais de ses présentations dans les bibliothèques Louis-Ange Santerre de Sept-Iles et de Baie-Comeau et les Clubs de lecture TD l'été qui l'amènent en Ontario (Ottawa, Sudbury et Toronto). Elle reçoit une bourse Alouette pour une émission pilote intitulée Au vieux poste en 2010 puis débute la diffusion de capsules télévisées pour les jeunes à l'antenne de Cogeco en 2012. Ses capsules se retrouvent sur YouTube sous le titre Tante Caro à Cogeco. Sa compagnie coproduit ensuite une série de 26 épisodes de 24 minutes afin de faire découvrir les richesses du Fleuve Saint-Laurent aux enfants. Elles sont diffusées depuis à l'antenne de TVCogeco à Sept-Iles et Baie-Comeau et sur tout le réseau québécois depuis janvier 2014.
Tante Caroline fait partie du Regroupement du Conte du Québec et du Conseil de la culture et des communications de la Côte-Nord.

## Discographie
- Tante Caroline raconte l'été, 2003
- Des ailes et des racines[1]
- Contes d'hiver, 2007[2]
- Les contes d'Automne, 2009
- Les contes du printemps, 2010
- Trois lapins, album jeunesse, juin 2010
- Henri le jardinier, album jeunesse, avril 2012